# مایک ناتال

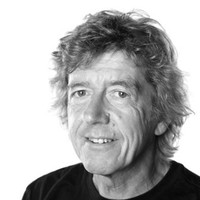
مایک ناتال

مایک ناتال (انگلیسی: Mike Nuttall) طراح و کارآفرین اهل ایالات متحده آمریکا است، که در سال ۱۹۹۱ شرکت آیدیو را تأسیس کرد.